# Supercoppa del Belgio 1995
La Supercoppa del Belgio 1995 (in francese Supercoupe de Belgique, in fiammingo Belgische Supercup) è stata la 16ª edizione della Supercoppa del Belgio di calcio.
La partita fu disputata dall'Anderlecht, vincitore del campionato, e dal Club Bruges, vincitore della coppa.
L'incontro si giocò il 2 agosto 1995 allo Stadio Constant Vanden Stock di Anderlecht e vide la vittoria dell'Anderlecht, al suo quarto titolo.

## Tabellino
| Arbitro: | Dick Jol |

|                           |           |             |
| Karagiannis 54’ Preko 90’ | Marcatori | 81’ Vermant |